# Ichneumon versabilis
Ichneumon versabilis là một loài tò vò trong họ Ichneumonidae.